# Werner Gitt
Werner Gitt est un écrivain allemand créationniste partisan de la théorie de la théorie de la Jeune Terre. Il est né le 22 février 1937 à Uschdeggen (ru) (Raineck depuis 1938), arrondissement de Stallupönen en province de Prusse-Orientale, non loin de Nesterow (aujourd'hui dans l'oblast de Kaliningrad). Jusqu'à son départ à la retraite en 2002, il était Directeur de l'Institut National de Physique de Brunswick.

## Biographie
Werner Gitt est né dans une famille d'agriculteurs et a fui son village natal en octobre 1944 devant l'Armée rouge. Orphelin de mère en avril 1945, il est élevé par ses tantes et doit quitter la Prusse Orientale en 1945. Il est confié à son père en 1947, lorsque celui-ci, qui avait été incorporé dans l'armée allemande est libéré et s'installe à proximité de Rostock. 
Il étudie en ingénierie à l'école technique supérieure de Hanovre et obtient un diplôme en 1968. 

### Carrière
Il exerce comme maître assistant pendant 3 ans à l'Institut des techniques de régulation de l'école technique supérieure d'Aix-la Chapelle et décroche un doctorat qui lui permet d'intégrer la Direction du Service de traitement de l'information de l'institut national de Physique de Brunswick. En 1978, il est nommé Directeur de cet institut qu'il dirige jusqu'à sa retraite en 2002.
À côté de sa carrière académique, Werner Gitt devient chrétien baptiste en 1966, avec son épouse, et devient membre de l’Église de la paix de Braunschweig. Il rejoint en 1980 le Comité Directeur au groupement d'étude Foi et Connaissance (Studiengemeinschaft Wort und Wissen), une organisation évangélique qui milite pour une lecture littérale de la Bible. C'est dans ce cadre qu'il publie à partir de 1980 différents ouvrages où il défend des thèses créationnistes, remettant en cause la théorie de l'évolution .

## Publications

### Livres traduits en français
- Questions qui reviennent toujours, CLV (1992)
- Si les animaux avaient la parole, La Maison de la bible (1994).  (ISBN 978-3893977109)
- Merveilles de l'être humain, La Maison de la Bible (2007).  (ISBN 978-2826034544)
- Le Mystère de l'étoile de Bethléhem, Lichtzeichen Verlag (2016)  (ISBN 978-3869542881)